# Johann Ernst (Politiker, 1905)
Johann Ernst (* 29. Januar 1905 in Hirschkofen, heute Feldkirchen; † 15. Juli 1971 in Straubing) war ein deutscher Politiker der Bayernpartei. Er gehörte dem Bayerischen Landtag von 1958 bis 1962 als Abgeordneter an.
Ernst besuchte die Volksschule in Feldkirchen und das humanistische Gymnasium in Straubing, das er mit dem Abitur abschließen konnte. An den Universitäten in München und Würzburg studierte er Rechts- und Staatswissenschaften. 1930 legte er die Referendarprüfung ab, 1931 erfolgte seine Promotion und 1933 schließlich das Staatsexamen. Nachdem er als Assessor beim Bezirksamt Straubing tätig gewesen war, übernahm er am 15. März 1934 eine Rechtsanwaltspraxis in Straubing und war seitdem als Rechtsanwalt tätig. Diese Arbeit unterbrach er während des Zweiten Weltkriegs, als er, zuletzt als Reserveoffizier, hauptsächlich an der Ost- und Südostfront eingesetzt wurde.
Bei der Landtagswahl 1958 zog Ernst über ein Mandat im Wahlkreis Niederbayern in den Landtag ein. Dort gehörte er dem Ausschuss für Grenzlandfragen an. Daneben war er stellvertretendes nichtberufsrichterliches Mitglied des Bayerischen Verfassungsgerichtshofs. Nach der Wahl 1962 schied er aus dem Landtag aus.